# Lovetune for Vacuum
Lovetune for Vacuum è il primo album in studio del progetto musicale Soap&Skin, costruito dalla musicista austriaca Anja Plaschg. L'album è stato pubblicato nel 2009.

## Tracce
1. Sleep – 2:44
2. Cry Wolf – 3:48
3. Thanatos – 2:34
4. Extinguish Me – 2:38
5. Turbine Womb – 3:46
6. Cynthia – 2:57
7. Fall Foliage – 2:44
8. Spiracle – 2:50
9. Mr. Gaunt Pt 1000 – 2:27
10. Marche Funèbre – 2:59
11. The Sun – 3:14
12. DDMMYYYY – 3:38
13. Brother of Sleep – 5:25